# Ruisseau de Lazaou
L'Azau ou le ruisseau de Lazaou est un ruisseau français qui coule en région Occitanie, dans le département de la Haute-Garonne. C'est un affluent direct de l'Arize en rive gauche et un sous-affluent de la Garonne.

## Géographie
Selon le Sandre, le ruisseau de Lazaou, ou l'Azau, prend sa source vers 440 mètres d'altitude dans la Haute-Garonne, au sud-ouest de la commune de Montesquieu-Volvestre, près du lieu-dit le Rougé.
Il sert ensuite de limite entre Montesquieu-Volvestre et les communes de Gouzens et Goutevernisse avant de revenir sur le territoire communal de Montesquieu-Volvestre, au nord-ouest, où il conflue en rive gauche de l'Arize, vers 215 mètres d'altitude, près du lieu-dit la Molasse.
Le ruisseau de Lazaou est long de 13 kilomètres et son bassin versant s'étend sur 33 km2.

### Affluents
Le ruisseau de Lazaou compte huit affluents répertoriés par le Sandre, le plus long avec 6,4 kilomètres étant le ruisseau de la Baraque en rive gauche.

### Département et communes traversés
À l'intérieur du département de la Haute-Garonne, le ruisseau de Lazaou n'arrose que trois communes, :
- Gouzens
- Goutevernisse
- Montesquieu-Volvestre (source et confluence)